# Stisseria conspurcata
Stisseria conspurcata là một loài thực vật có hoa trong họ La bố ma. Loài này được (Willd.) Kuntze miêu tả khoa học đầu tiên năm 1891.